# Зырянка (Новосибирская область)
Зырянка — упразднённый посёлок в Чулымском районе Новосибирской области. Входил в состав Большеникольского сельсовета. Исключен из учётных данных в 2025 году.

## География
Площадь посёлка — 65 гектаров.

## Население
| 1926 | 2002 | 2007 | 2010 |
| ---- | ---- | ---- | ---- |
| 1667 | ↘57  | ↘16  | ↘0   |

## Инфраструктура
В посёлке по данным на 2007 год отсутствует социальная инфраструктура.